# Jamesianthus
Jamesianthus là một chi thực vật có hoa trong họ Cúc (Asteraceae).

## Loài
Chi Jamesianthus gồm các loài: